# Нобелевский центр мира

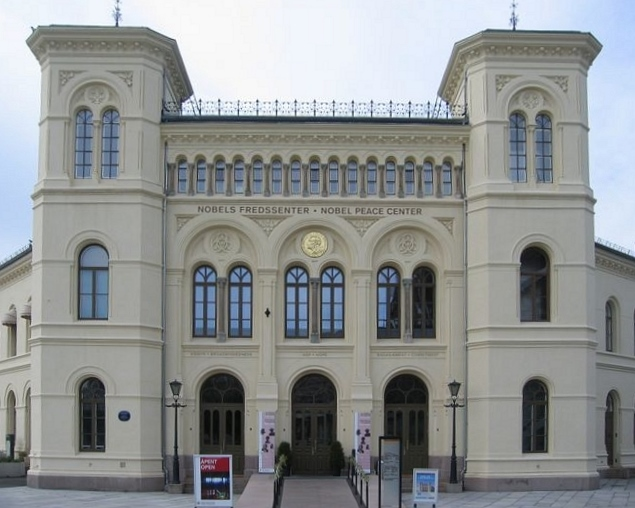
Нобелевский центр мира

Нобелевский центр мира (норв. Nobels Fredssenter) находится в Осло, столице Норвегии, является «витриной» для Нобелевской премии мира и идеалов, которые она представляет. Центр также является ареной, где культура и политика сливаются, чтобы способствовать вовлечению, дебатам и размышлениям на такие темы, как война, мир и разрешение конфликтов. Центр расположен в Осло, Норвегия, на Ратушной площади (Rådhusplassen).

## История

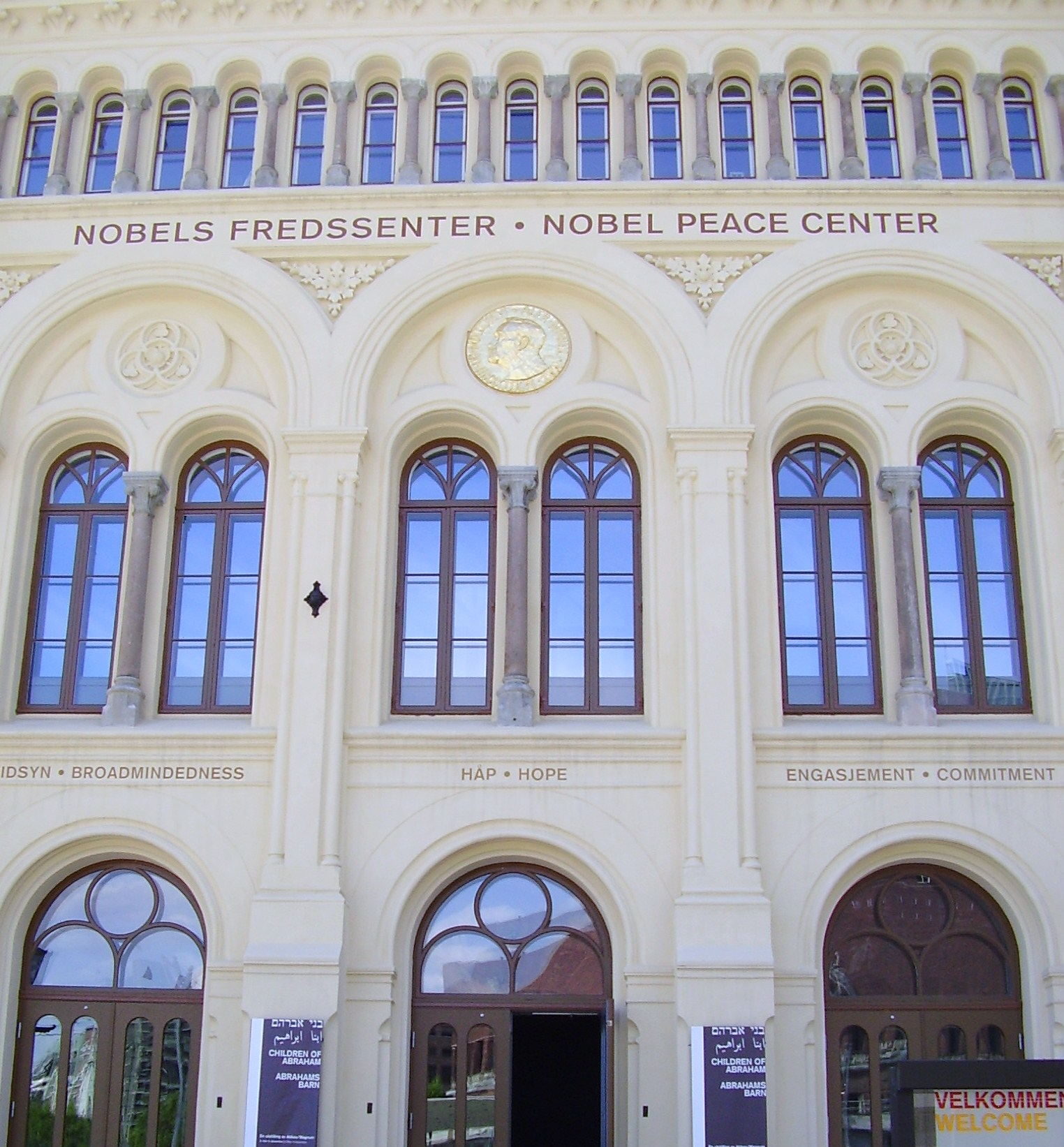
Вход в Нобелевский центр мира

Нобелевский центр мира был открыт в 2005 году Его Величеством королем Норвегии Харальдом V на церемонии, на которой присутствовала королевская семья Норвегии. Также присутствовала лауреат Нобелевской премии мира Вангари Маатаи. Центр принимает около 250 000 посетителей в год и является одним из самых посещаемых музеев Норвегии. Нобелевский центр мира расположен в бывшем здании Oslo Vestbanestasjon (Западный железнодорожный вокзал Осло). Бывшее здание вокзала, построенное в 1872 году, было спроектировано архитектором Георгом Андреасом Буллом (1829–1917). В 1989 году он перестал использоваться как железнодорожная станция. Он выходит на гавань и расположен недалеко от мэрии Осло, где каждое 10 декабря проходит церемония вручения Нобелевской премии мира в память о смерти Альфреда Нобеля.
Британский архитектор Дэвид Аджайе отвечает за креативный дизайн центра, включая его цветовую гамму; американский дизайнер Дэвид Смолл разработал свои высокотехнологичные инсталляции. Нобелевский центр мира финансируется Министерством культуры Норвегии, частными спонсорами и за счёт входных билетов.
Центр представляет лауреатов Нобелевской премии мира и их работу, а также рассказывает историю Альфреда Нобеля и историю других Нобелевских премий. Это делается с помощью мультимедийных и интерактивных технологий, выставок, встреч, дебатов, театральных постановок, концертов и конференций, а также широкой образовательной программы и регулярных экскурсий.
Нобелевский центр мира является фондом и частью сети Нобелевских учреждений, представленных Фондом Нобеля, который также занимается информационными мероприятиями и мероприятиями, связанными с вручением Нобелевской премии. Кьерсти Флёгстад — директор Нобелевского центра мира. Олав Ньёлстад является председателем правления центра, который назначается Норвежским Нобелевским комитетом.